# Ledl (Automobilhersteller)

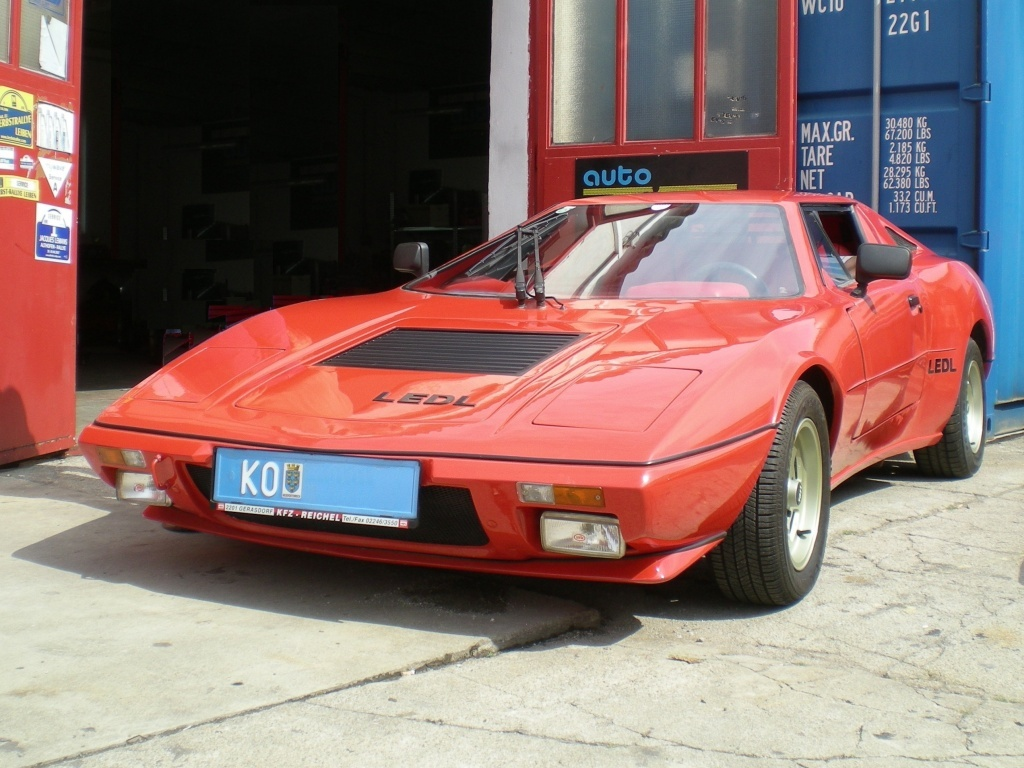
Ledl AS 160

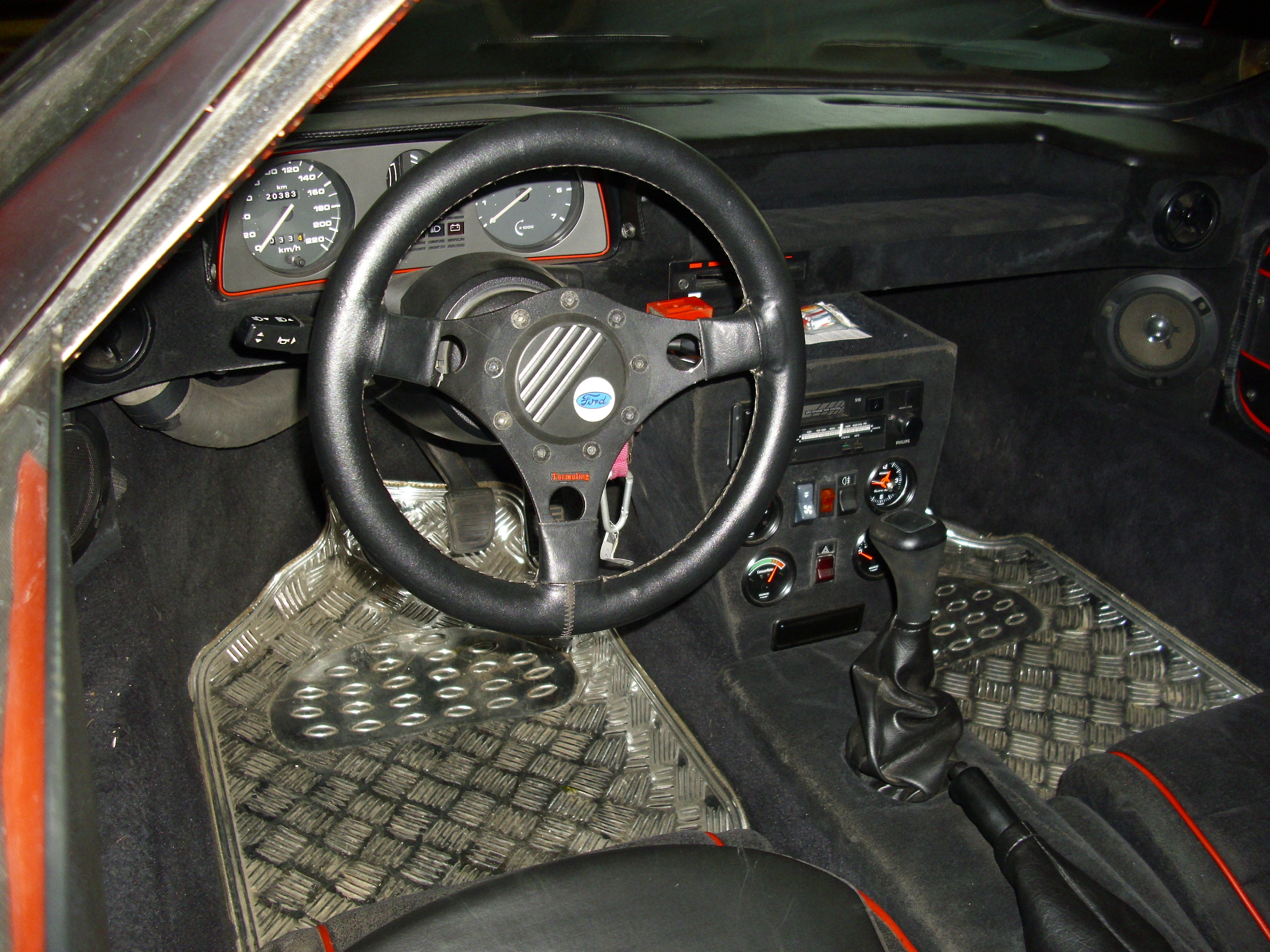
Interieur eines Ledl AS 160

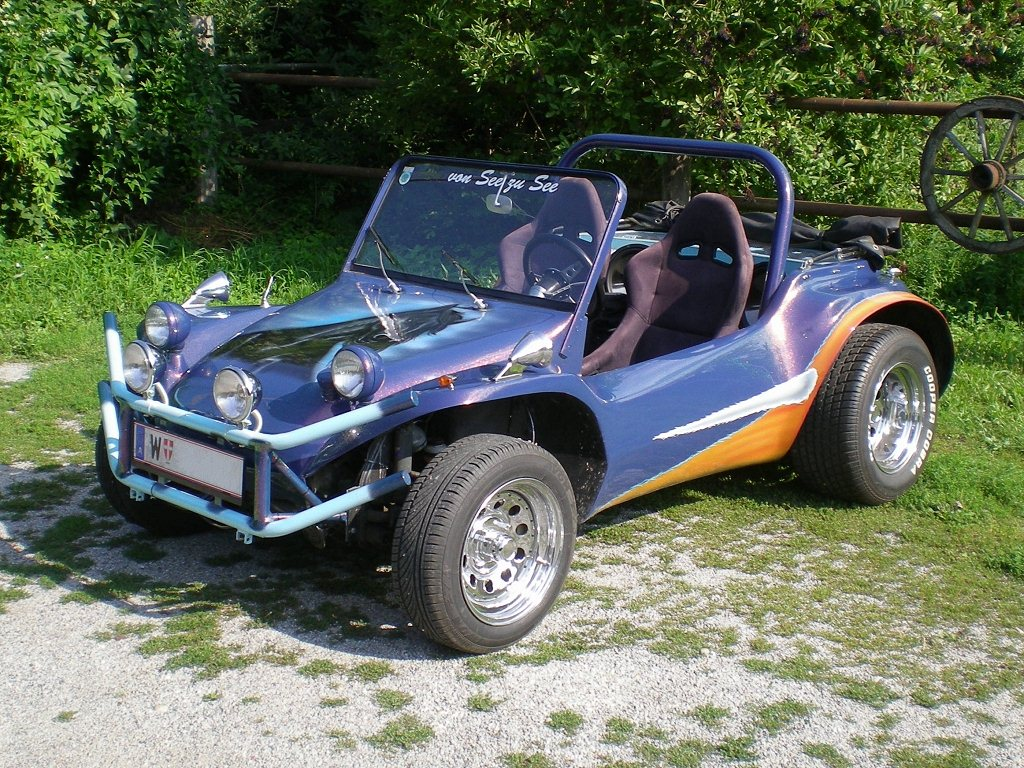
Ledl Europa 2001

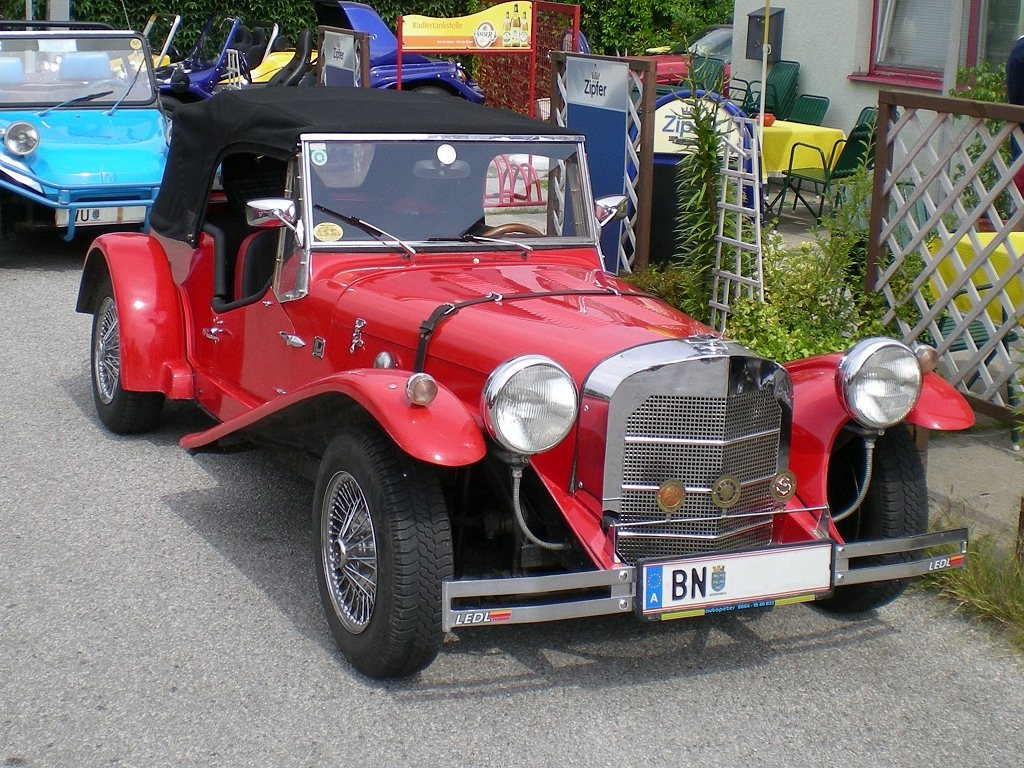
Ledl Mercedes SS29 Replica

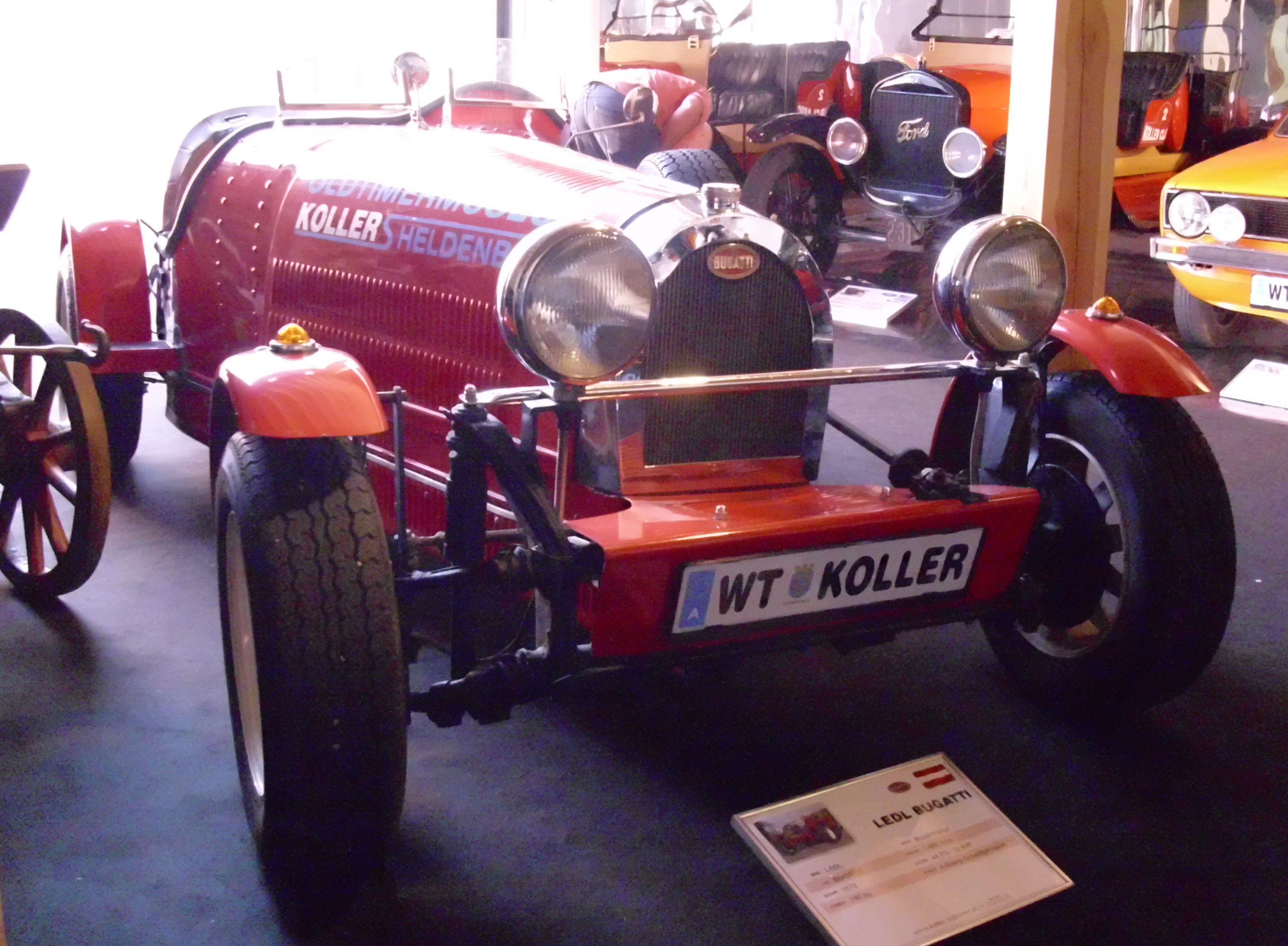
Ledl Bugatti Replica 35 B

Die Ledl Ges.m.b.H. ist ein in Tattendorf (Niederösterreich) ansässiges österreichisches Unternehmen, das bis 1987 Autos produzierte.

## Geschichte
In den 1970er-Jahren begann Günter Ledl, auf Basis von VW-Käfer-Fahrgestellen Buggys und Replikas aus GFK zu produzieren. Insgesamt entstanden über 800 solcher Fahrzeuge. Am 22. November 1978 wurde mit dem Ledl Tanga der Prototyp eines eigenständigen Sportwagens vorgestellt. Im September 1981 ging man dann mit dem Modell Ledl AS in Serienfertigung. Das zweisitzige Fahrzeug besaß eine im Design an Supersportwagen angelehnte keilförmige Karosserie aus GFK, bei der Motorisierung beschränkte man sich jedoch auf Vierzylinder-Motoren aus dem Hause Ford.
Auf Grund von Problemen mit der Typisierung des Fahrzeuges für den österreichischen Markt musste sich Ledl auf den Export konzentrieren. Insgesamt entstanden 249 Exemplare des Ledl AS, von denen einige sogar bis nach Japan und Neuseeland verkauft wurden. In Österreich hingegen konnten nur 17 Fahrzeuge per Gerichtsbeschluss für den Straßenverkehr zugelassen werden. 1987 bedeutete die Einführung der Katalysatorpflicht in Österreich das Produktionsende: der Produktionsausfall bis zur Verfügbarkeit der neuen Ford-Motoren war für ein derart kleines Unternehmen finanziell nicht verkraftbar.
Die Produktion der Buggys wurde noch bis 1994 fortgeführt. Heute fertigt das Unternehmen unter dem Namen Ledl Tuning Autozubehörteile.

## PKWs (1981–1987)
| Typ     | Bauzeitraum | Zylinder | Hubraum  | Leistung       |
| ------- | ----------- | -------- | -------- | -------------- |
| AS 130  | 1981–1987   | 4 Reihe  | 1297 cm³ | 69 PS (51 kW)  |
| AS 160  | 1981–1987   | 4 Reihe  | 1597 cm³ | 96 PS (71 kW)  |
| AS 160i | 1981–1987   | 4 Reihe  | 1597 cm³ | 105 PS (77 kW) |

## Buggys und Replikas (1973–1994)
Die folgenden Fahrzeuge wurden allesamt auf VW Käfer-Fahrgestellen aufgebaut und waren entweder als Bausätze oder als fertig montierte Fahrzeuge lieferbar. Meist standen die Ausstattungsvarianten „Standard“, „Sport“ und „Luxus“ zur Auswahl.

### Buggys
- Hippo Racing: 1973 erschien mit dem Hippo Racing Ledls erstes Buggy-Modell, von diesem Vorläufer des Siva Grand Prix wurden nur drei Exemplare gefertigt.
- Siva: der Siva war die preisgünstigste Karosserievariante und basierte auf dem verkürzten VW Käfer-Chassis ab Baujahr 1955. Gefertigt wurde er zwischen 1973 und 1979 in den Varianten „Grand Prix“, „Junior“ und „Special“. Der „Siva Grand Prix“ war der meistverkaufte Ledl-Buggy, während vom „Siva Special“ – einer Sonderanfertigung auf unverkürztem Käfer-Chassis für einen Auftraggeber aus Kitzbühel – lediglich ca. 12 Autos produziert worden sind.
- Goldbug: Retro-Karosserie mit geschwungenen Formen für das verkürzte Käfer-Fahrgestell. Auf Wunsch auch mit zwei Türen lieferbar.
- Europa 2000: Vorgänger des Europa 2001 (äußerlich praktisch identisch).
- Europa 2001: Buggy mit Faltdach und Zipptüren auf Basis des verkürzten Käfer-Fahrgestells.
- Jagdbuggy: Zweckbuggy für härtere Einsätze auf Basis des unverkürzten Käfer-Fahrgestells. Auf Wunsch mit Wildwanne lieferbar.

### Replikas
- Replica T: Buggy-ähnliches Fun-Car mit einer vom Ford Modell T inspirierten Karosserieform für das unverkürzte VW Käfer-Chassis.
- Renault 1910 Replica: Oldtimer-Nachbau.
- Mercedes SS29 Replica: Auch „Oldi M“ genannt. Für das verkürzte Käfer-Fahrgestell, die Firma Ledl empfahl den Aufbau auf einer Automatik-Bodengruppe.
- Bugatti Replica 35B: Nachbau des berühmten Bugatti-Modells Type 35 aus dem Jahr 1927.

### Sonstige Umbausätze
- California: Baja-Bug-Umbausatz für den VW Käfer.
- Ponny: Pritschenwagen-Umbausatz für den VW Käfer (verschiedene Varianten wie z. B. bordlose Pritsche oder fester Hochaufbau).
- RO-Conversion: Hot-Rod-Umbausatz für den VW Käfer (geänderte Front- und Heckhaube sowie für breitere Reifen ausgelegte Kotflügel).